# Karen Josephson
Karen Julia Josephson (Bristol, 10 de enero de 1964) es una deportista estadounidense que compitió en natación sincronizada.
Participó en dos Juegos Olímpicos de Verano en los años 1988 y 1992, obteniendo dos medallas, plata en Seúl 1988 y oro en Barcelona 1992. Ganó cuatro medallas en el Campeonato Mundial de Natación, en los años 1986 y 1991.

## Palmarés internacional
| Juegos Olímpicos   | Juegos Olímpicos     | Juegos Olímpicos | Juegos Olímpicos |
| Año                | Lugar                | Medalla          | Prueba           |
| ------------------ | -------------------- | ---------------- | ---------------- |
| 1988               | Seúl (Corea del Sur) | Medalla de plata | Dúo              |
| 1992               | Barcelona (España)   | Medalla de oro   | Dúo              |
| Campeonato Mundial |                      |                  |                  |
| Año                | Lugar                | Medalla          | Prueba           |
| 1986               | Madrid (España)      | Medalla de plata | Dúo              |
| 1986               | Madrid (España)      | Medalla de plata | Equipo           |
| 1991               | Perth (Australia)    | Medalla de oro   | Dúo              |
| 1991               | Perth (Australia)    | Medalla de oro   | Equipo           |